# Carpophage de Micronésie
Ducula oceanica
Espèce
Statut de conservation UICN

 VU  : Vulnérable
Le Carpophage de Micronésie (Ducula oceanica) est une espèce d'oiseaux de la famille des Columbidae, endémique de Micronésie.

## Description
Cet oiseau mesure 41 à 46 cm de longueur pour une masse de 340 à 410 g. La femelle est un peu plus petite que le mâle.
La tête, le cou et la poitrine sont gris. Le ventre et les sous-caudales brun roux. Les parties supérieures sont noirâtres nuancées de bleu verdâtre. Le bec est noir avec une protubérance à la base de la mandibule supérieure. Les pattes sont rougeâtres.

## Habitat
Cette espèce fréquente surtout les forêts montagneuses et parfois les mangroves.

## Alimentation
Comme toutes les espèces de carpophages, cet oiseau consomme essentiellement des fruits qu'il prélève surtout dans la canopée.

## Nidification
Le nid n'est constitué que de quelques brindilles disposées à la fourche d'une branche. La femelle ne pond qu'un seul œuf.

## Répartition et sous-espèces
Selon le Congrès ornithologique international et Alan P. Peterson il existe cinq sous-espèces, différenciées essentiellement par leurs tailles :
- D. o. monacha (Momiyama, 1922) — Palaos et Yap tête, cou et poitrine gris pâle ;
- D. o. teraokai (Momiyama, 1922) — Chuuk ;
- D. o. townsendi (Wetmore, 1919) — Pohnpei ;
- D. o. oceanica (Lesson & Garnot, 1826) — Kosrae ;
- D. o. ratakensis (Takatsukasa & Yamashina, 1932) — îles Marshall.